# Bété

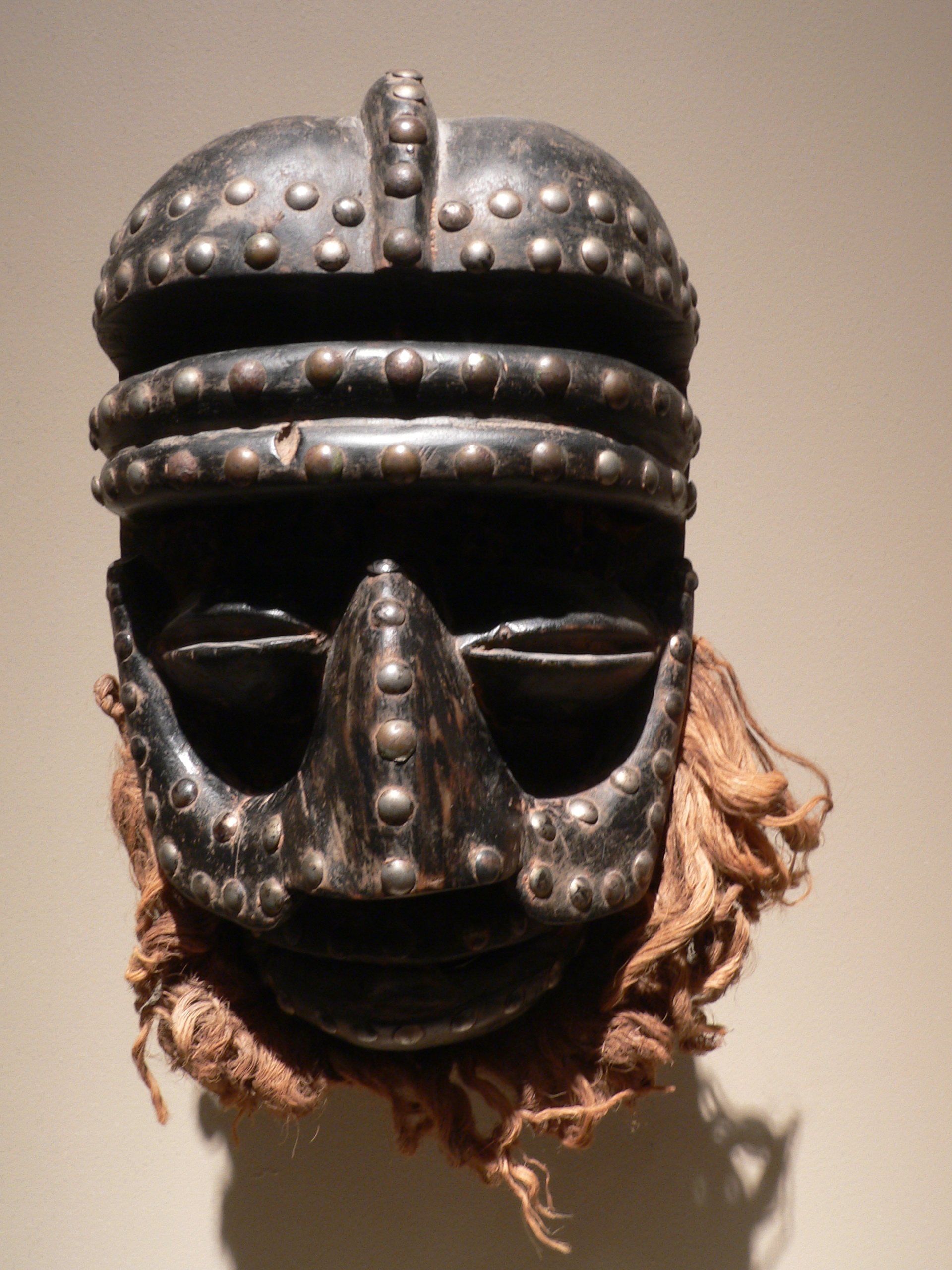
Bété-Maske Anfang des 20. Jahrhunderts

Die Bétés sind ein westafrikanisches Volk.

## Ethnografie
Das Volk lebt im Westen der Elfenbeinküste, in den Kakaoanbauregionen Gagnoa, Soubré, Issia, Saïoua und Daloa, die zusammengefasst boucle du cacao genannt werden. 
Die Bétés mit 900.000 Angehörigen etwa 5,7 % der Gesamtbevölkerung des Landes und gehören überwiegend traditionellen westafrikanischen Religionen an. Sie gehören kulturell zur Sprachgruppe der Kru, zu der auch die Wê und die Didas gehören. Sie sind, gemeinsam mit den Senufo, eine der einheimischen Bevölkerungsgruppen, die bereits im Jahre 1893 in der Region die dominante Bevölkerungsgruppe stellten.

## Geschichte
Im 15. Jahrhundert wanderten die Bétés aus der Region des heutigen Liberia ein. Sie entwickelten für ihre Sprache eine eigene Schrift, die Bété-Schrift.